# Клопцов, Юрий Сергеевич
Ю́рий Серге́евич Клопцо́в (род. 22 декабря 1989) — российский легкоатлет, специалист по стипльчезу. Выступает на профессиональном уровне с 2010 года, обладатель бронзовой медали Универсиады в Кванджу, победитель и призёр первенств всероссийского значения. Представляет Москву и Алтайский край. Мастер спорта России.

## Биография
Юрий Клопцов родился 22 декабря 1989 года. Тренеры — И. А. Сахарук, С. И. Мануйлов, М. М. Телятников.
Занимался лёгкой атлетикой в Барнауле, окончил Барнаульский юридический институт МВД России (2018).
Первого серьёзного успеха на взрослом всероссийском уровне добился в сезоне 2013 года, когда на зимнем чемпионате России в Москве выиграл серебряную медаль в беге на 2000 метров с препятствиями (позднее в связи с допинговой дисквалификацией Ильдара Миншина поднялся в итоговом протоколе на первую позицию).
Будучи студентом, в 2015 году представлял страну на Универсиаде в Кванджу, где в беге на 3000 метров с препятствиями завоевал бронзовую награду. На последовавшем чемпионате России в Чебоксарах занял в той же дисциплине четвёртое место (после дисквалификации Миншина стал третьим).
В 2018 году на чемпионате России в Казани взял бронзу в программе стипльчеза.
На чемпионате России 2019 года в Чебоксарах вновь выиграл бронзовую медаль в беге на 3000 метров с препятствиями.
В 2020 году в стипльчезе одержал победу на Кубке России в Брянске.
В 2021 году в стипльчезе победил на командном чемпионате России в Брянске, был третьим на чемпионате России в Чебоксарах.
Участвовал в Паралимпийских играх в Токио в качестве гида слабовидящих российских бегунов, бронзовых призёров Александра Костина и Фёдора Рудакова.